# Koloman Gögh
Koloman Gögh (en húngaro: Gőgh Kálmán; 7 de enero de 1948, Kladno – 11 de noviembre de 1995, Gattendorf, Austria) fue un futbolista y entrenador checoslovaco.

## Carrera profesional
Gögh nació en Kladno en lo que hoy es la República Checa, pero comenzó a jugar al fútbol en Kolárovo (Eslovaquia), una ciudad que actualmente cuenta con más del 80% de minoría húngara. Jugó en equipos que son actualmente eslovacos y tenía vínculos con la minoría húngara en Eslovaquia, hay afirmaciones parcialmente contradictorias sobre si era un jugador eslovaco o húngaro. La mayor parte de su carrera tuvo lugar en el estado checoslovaco, y debido a sus lazos con las tres naciones, todas las reclamaciones son parcialmente correctas.
Después jugó para el equipo menor de Komárno, y cumplió con sus deberes de servicio nacional en el Dukla Holešov sirviendo como paracaidista.
Después del servicio militar, Gögh reanudó su carrera futbolística en el Š.K. Slovan Bratislava. Jugó en el equipo nacional de fútbol de Checoslovaquia en 1975 y 1976 cuando ganó el Campeonato de Fútbol Europeo de 1976. En ese período, jugó en 55 partidos y marcó un gol. Gögh participó en el Campeonato de Europa de la UEFA de 1980.
Más tarde trabajó como entrenador, pero regresando de un partido falleció en un accidente de coche en Austria. El FK Kolárovo nombró su estadio en su honor, Štadión Kolomana Gögha.